# Cantone di Salon-de-Provence-1
Il Cantone di Salon-de-Provence-1 è una divisione amministrativa dell'arrondissement di Aix-en-Provence e dell'arrondissement di Arles.
È stato costituito a seguito della riforma approvata con decreto del 18 febbraio 2014, che ha avuto attuazione dopo le elezioni dipartimentali del 2015.

## Composizione
Comprende parte della città di Salon-de-Provence e i 14 comuni di:
- Aureille
- Les Baux-de-Provence
- Eygalières
- Eyguières
- Fontvieille
- Lamanon
- Mas-Blanc-des-Alpilles
- Maussane-les-Alpilles
- Mouriès
- Orgon
- Paradou
- Saint-Étienne-du-Grès
- Saint-Rémy-de-Provence
- Sénas